# Dánsko na Letních olympijských hrách 1912
Dánsko se účastnilo Letní olympiády 1912 ve švédském Stockholmu. Zastupovalo ho 152 sportovců (151 mužů a 1 žena) v 13 sportech.

## Medailisté
| Medaile | Jméno                                                                          | Sport                | Soutěž                                   |
| ------- | ------------------------------------------------------------------------------ | -------------------- | ---------------------------------------- |
| Zlato   | Ejler Allert Jørgen Hansen Carl Møller Carl Pedersen Poul Hartmann             | Veslování            | Muži gigová čtyřka s kormidelníkem       |
| Stříbro | Ivan Osiier                                                                    | Šerm                 | Muži kord jednotlivci                    |
| Stříbro | Družstvo mužů                                                                  | Fotbal               | Turnaj mužů                              |
| Stříbro | Družstvo mužů (Švédský system)                                                 | Sportovní gymnastika | Muži                                     |
| Stříbro | Steen Herschend Sven Thomsen Hans Meulengracht-Madsen                          | Jachting             | Muži 6 m class                           |
| Stříbro | Lars Madsen                                                                    | Sportovní střelba    | Muži 300 m volná puška, tři pozice       |
| Stříbro | Sofie Castenschioldová                                                         | Tenis                | Ženy dvouhra v hale                      |
| Bronz   | Družstvo mužů (volný system)                                                   | Sportovní gymnastika | Muži                                     |
| Bronz   | Erik Bisgaard Rasmus Frandsen Mikael Simonsen Poul Thymann Ejgil Clemmensen    | Veslování            | Muži čtyřka s kormidelníkem              |
| Bronz   | Niels Larsen                                                                   | Sportovní střelba    | Muži 300 metrů vojenská puška tři pozice |
| Bronz   | Ole Olsen Lars Madsen Niels Larsen Niels Andersen Laurits Larsen Jens Hajslund | Sportovní střelba    | Družstvo mužů puška                      |
| Bronz   | Søren Marinus Jensen                                                           | Zápas                | řecko-římský v těžké váze                |